# Godbluff
Godbluff — пятый студийный альбом британской рок-группы Van der Graaf Generator, выпущенный в октябре 1975 года. Первая работа коллектива после перерыва, взятого в 1972 году.
Альбом занимает 10 место в списке Топ-25 лучших альбомов прогрессивного рока по версии Progarchives.com.

## Об альбоме
Звучание альбома отличается от предыдущих записей, которые продюсировал Джоном Энтони. Оно стало более жёстким, вокалист и пианист группы Питер Хэммилл широко использует клавинет (электронно усиленный клавикорд).
Оформление конверта пластинки впоследствии было реинтерпретировано группой The Fall (альбом Fall Heads Roll).

## Список композиций
Все песни написаны Питером Хэммиллом, за исключением указанных.

### Первая сторона
1. The Undercover Man — 7:25
2. Scorched Earth (Хэммилл, Дэвид Джексон) — 9:48

### Вторая сторона
1. Arrow — 9:45
2. The Sleepwalkers — 10:31

### Бонусные треки (CD-переиздание)
1. Forsaken Gardens — 7:58
2. A Louse Is Not a Home — 12:47

* Оба трека — записи с живого выступления 8 августа 1975 года.

## Участники записи
- Питер Хэммилл — вокал, фортепиано, клавинет, электрогитара
- Хью Бэнтон — орган (в том числе бас-педали), бас-гитара
- Гай Эванс — ударные и перкуссия
- Дэвид Джексон — саксофоны и флейта